# Комары (Брянская область)
Комары — посёлок в Красногорском районе Брянской области России. Входит в состав Лотаковского сельского поселения.

## География
Посёлок находится в западной части Брянской области, в зоне хвойно-широколиственных лесов, в пределах восточной окраины Полесской низменности, на расстоянии примерно 12 километров (по прямой) к северо-западу от посёлка городского типа Красная Гора, административного центра района. Абсолютная высота — 156 метров над уровнем моря.

### Климат
Климат характеризуется как умеренно континентальный. Среднегодовая многолетняя температура воздуха составляет 10 °С. Средняя температура воздуха самого тёплого месяца (июля) — 23,9 °C (абсолютный максимум — 32 °C); самого холодного (января) — −3,8 °C (абсолютный минимум — −25 °C). Безморозный период длится в среднем 170—190 дней. Среднегодовое количество атмосферных осадков составляет 550—600 мм.

### Часовой пояс
Посёлок Комары, как и вся Брянская область, находится в часовой зоне МСК (московское время). Смещение применяемого времени относительно UTC составляет +3:00.

## История
Упоминается с середины XIX века как хутор Степановка (входил в Лотаковскую волость); позднее возникает современное название, утвердившееся к середине XX века. До 1959 в Ларневском сельсовете; в 1959-1966 в Лотаковском. Решением Брянского облисполкома 11 февраля 1966 года переданы деревни Ларневск, Комары и поселок Тисленки Лотаковского сельсовета Клинцовского района в состав Морозовского сельсовета того же района. В Морозовском сельсовете до 2005 года.

## Население
| 2010 | 2013 |
| ---- | ---- |
| 1    | →1   |

### Национальный состав
70 человек (1859), в деревне проживал 1 человек русской национальности (2002).